# Gabriel-Aldo Bertozzi
Gabriel-Aldo Bertozzi (Mai Edaga, 11 ottobre 1939) è un artista e scrittore italiano di espressione francese, fondatore dell’Internazionale Novatrice Infinitesimale, movimento artistico, letterario e filosofico.

## Biografia
Nato in Eritrea da genitori italiani nel 1939, nel 1973 pubblica il suo primo libro di poesie, Codice onirico (Padova, Rebellato) che raccoglie le sue composizioni scritte nel maggio '68. La silloge viene tradotta in neogreco dal poeta Febo Delfi e in francese dal lettrista Jean-Paul Curtay, con prefazione del cofondatore del Surrealismo Philippe Soupault. Inoltre, frequenta ambienti artistici e letterari di Parigi, Roma e Firenze con Eugenio Miccini, Primo Conti, Antonio Bueno (gli ultimi due illustreranno altre sue raccolte di poesie), nel 1979 abbandona definitivamente la poesia lineare per quella astratta.
Il 3 gennaio 1980 fonda al Café de Flore di Parigi l'Internazionale Novatrice Infinitesimale (conosciuto anche come Inismo o INI) alla presenza di Isidore Isou, fondatore del Lettrismo, col quale in precedenza aveva collaborato. Il distacco dal Lettrismo, nonostante Isou lo avesse definito in uno scritto «il combattente più sistematico dell'avanguardia» fu netto e definitivo. L'11 settembre dello stesso anno viene pubblicato a Parigi, il primo manifesto dell'Inismo cui segue nel 1987 Apollinaria Signa, secondo manifesto inista. Altri manifesti inisti saranno dedicati alla videoinipoesia, alla realtà virtuale, alla fotografia, all'architettura fino a quello della critica inista del maggio 2005. Negli anni successivi vengono fondati vari movimenti nazionali in Spagna, Stati Uniti d'America, Argentina e Brasile. Nel 1996 gli viene attribuito il Premio Charles Cros de la Ville de Fabrezan, nel 2006 la medaglia d'oro d'onore della villa di Puteaux e nel 2007 la Repubblica Francese gli ha attribuito il titolo di Officier dans l'Ardre des Palmes Académiques. Gli è stata anche dedicata una strada nel comune francese di Borée.
Bertozzi, oltre a svolgere questa attività inista e di viaggiatore, si è dedicato alla professione di docente di lingua e letteratura francese dal 1966, prima nell'Università degli Studi di Roma "La Sapienza" fino al 1986, poi nell'Università di Chieti-Pescara fino al 2010, oltre a numerose escursioni come visiting professor in università europee e americane.
Tra le sue opere si può ricordare per il teatro, La Signora Proteo (1990), per gli aforismi, Guida del Rivoluzionario (1999), per il romanzo, Retour à Zanzibar (2008) e Arcanes du désir (2018), per la saggistica i suoi libri e articoli su Charles Cros, Paul Verlaine, Arthur Rimbaud e Guillaume Apollinaire.

## Opere
- Arcanes du désir (Roman), Parigi, L’Harmattan (“Rue des Écoles/Littérature), 2018.
- Ritorno a Zanzibar (Romanzo), Traduzione di Gisella Maiello, Napoli, Pironti Editore, 2013.
- Une heure de littérature nouvelle. Projet et réalization, Paris, L'Harmattan ("Rose des vents"), 2013.
- Tutte le avventure di Arsenio Lupin di Maurice Leblanc (Roma, Newton Compton Editori / I Mammut, 2012).
- Retour à Zanzibar, (Roman. Prima edizione : Paris, Éditions du Rocher, 2008 ; seconda edizione : Paris, Le Serpent à Plumes/Motifs, 2009).
- Letture, Jyväskilä, Finlandia, Università, 2004.
- Guida del Rivoluzionario, L'Aquila, Angelus Novus, 1999. Traduzioni: The revoulutionist guide. Guide du révolutionnaire. Traductions de Douglas J. Foran e Pietro Ferrua (inglese) e Narcisse Praz (francese) (L'Aquila, Angelus Novus, 2003).
- Opere di Charles Cros (Milano, Mondadori/Grandi Classici Oscar 77, 1997).
- Les hommes d'aujourd'hui. Vite dei poeti maledetti di Paul Verlaine (Milano, Mondadori/Oscar Classici 399, 1996).
- Viaggio in Abissinia e nell'Harar di Arthur Rimbaud (Milano, Mondadori/Piccola Biblioteca Oscar 129, 1996).
- Una stagione all'inferno di Arthur Rimbaud (Roma, Newton Compton/ TEN 215, 1995).
- Illuminazioni di Arthur Rimbaud (Roma, Newton Compton/TEN 191, 1994).
- La Signora Proteo (opera teatrale in tre atti),( Prima edizione: Abano Terme, Piovan, 1990; seconda edizione con CD: Napoli, Edizioni Scientifiche Italiane, 1995). Traduzioni: La Señora Proteo. Madame Protée, Edición bilingüe, Presentación de François Proïa, Traduzione di Lisiak-Land Díaz (spagnolo) e di Marinisa Bove (francese) (Valencia, Art Teatral, 2001).
- Letteratura francese contemporanea. Le correnti d'avanguardia (con P.A. Jannini), 2 voll. (Roma, Lucarini, 1982).
- Poesie dada di Francis Picabia (Roma, Newton Compton/Paperbacks poeti 93, 1981).
- I Poeti maledetti di Paul Verlaine (Roma, Newton Compton/Paperbacks poeti 84, 1980).
- Scienza e Pazienza (Rapallo, “Prove di Letteratura” dirette da Nino Palumbo, 1979).
- Poesie surrealiste e dada. Falò di Louis Aragon (Roma, Newton Compton/Paperbacks poeti 72, 1979).

## Dipinti
Delle centinaia di opere prodotte, si riportano solo alcune tra quelle più significative sul piano storico/teorico esposte nei musei nazionali dell’arte contemporanea (Kemi Art Museum, Kemi-Finlandia ; Recoleta di Buenos Aires-Argentina ; Museo Nacional Centro de Arte Reina Sofía, Madrid-Spagna, ecc.) o appartenenti a grandi collezionisti (es.: The Sackner Archive, Miami Beach-USA); quella riportata sulla copertina del grande catalogo Bertozzi, pubblicato da Electa nel 2000 e, per ultima, quella che figura nel Catalogo dell’Arte Moderna di Giorgio Mondadori del 2015.
- Lintsεlla (1980)
- Chi è Bérénice? (1980.)
- Sonetto ipergrafico astratto (1988.)
- Nous massacreros les révoltes logiques (1989)
- Palinsesto (1990)
- Vajkevaj (1991)
- Sussulto africano (1998)
- Diluvio universal (1999)
- Nudo in trascendenza (1994 Electa)
- Poema est-etico (2015 G. Mondadori)

## Onorificenze
- Nel 1991, la Repubblica Francese gli conferisce il titolo di Chevalier dans l’Ordre des Palmes Académiques.
- Nel 2007: riceve la nomina di Chevalier dans l'Ordre du GRIS con la seguente motivaziove «pour son dévouement au Grand Œuvre».
- Nel 2007, la Repubblica Francese lo promuove col grado di Officier dans l’Ordre des Palmes Académiques.